# La Falda
La Falda é um município da província de Córdova, na Argentina.

## Links
- Villa Carlos Paz y Valle de Punilla